# Takekazu Asaka
Takekazu Asaka (Tòquio, 1952) és un lingüista i professor japonès de filologia romànica de la Universitat de Tsudajuku a Tòquio. Ha traduït al japonès les obres d'escriptors gallecs com Rosalía de Castro, Ramón Cabanillas i Uxío Novoneyra, i va elaborar la primera gramàtica gallega per nipons. Es defineix a si mateix com a "ambaixador de la cultura gallega al Japó".
També és el responsable d'organitzar, a Tòquio, i altres ciutats, els cicles de música i poesia gallega per a celebrar el Dia de les Lletres Gallegues. El juny de 2017 va ser nomenat acadèmic de la Real Academia Galega en reconeixement de la seva obra.

## Trajectòria

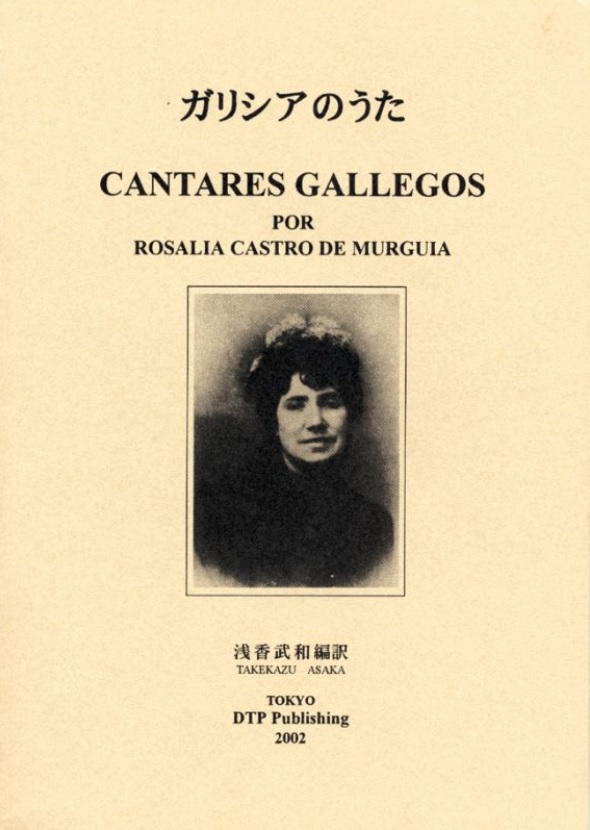
Cantares gallegos, Tòquio.

Va conèixer Galicia per primera vegada el 1989 en participar en el XIX Congrés Internacional de Filologia i Lingüística Romànica, i des que va conèixer la cultura i la llengua gallega va ser el seu gran defensor. És professor a Tòquio de gramàtica espanyola i imparteix cursos de llengua i cultura gallegues. El 2002, va traduir al japonès els Cantares gallegos, publicat per la MAQUETACIÓ Editorial. l 2014, traduïda al japonès Contes de la meva terra, amb un pròleg de Maria del Carmen Ríos Panisse i un CD amb la lectura del text, editat per DTP Publishing.
L'any 2017 va publicar una edició bilingüe de Els Camps d'Uxío Novoneyra.

## Obra
- Gramática do galego moderno (bilingüe japonès-gallec). (1993) Tòquio: Daigakusyorin. (195 pàgines; ISBN 4-475-01807-2)
- Guía de conversación en galego (1994)
- Vocabulario básico da lingua galega. (1996) Tòquio: Daigakusyorin. ISBN 4-475-01231-7.
- Cantares gallegos (traduït al japonès el 2002). DTP Publishing.
- Cantata a Ramón Cabanillas (2013)
- Contos da miña terra (traduït al japonès el 2014)
- Xograr Martín Codax (2015)
- Nova gramática do galego (2017)
- Os Eidos (edició bilingüe japonès-gallec el 2017)